# يوميات سويتشي الملعونة
يوميات سويتشي الملعونة (باليابانية: 双一の呪いの日記، بالروماجي: Sōichi no Noroi no Nikki) (بالإنجليزية: Souichi's Diary of Curses)‏ هي سلسلة مانغا يابانية من تأليف ورسم جونجي إيتو، نشرت من قبل أساهي سونوراما في مجلة الهالوين الشهرية، منذ مايو عام 1992 حتى مايو عام 1995. تم تجمع فصول مانغا من قبل أساهي سونوراما، في مجلد تانكوبون واحد نشر في مارس عام 1998. هذه المانغا هي المجلد السادس من مجموعة جونجي إيتو.

## القصة
- لعنة سويتشي الأنانية (باليابانية: 双一の勝手な呪い، بالروماجي: Sōichi no Katte na Noroi)

تدور أحداث القصة عن الذي يحاول الاستفادة من قواه الغربية من أجل إلقاء اللعنات والأذى والشتائم على من حوله.
- الغرفة الصامتة (باليابانية: 四重壁の部屋، بالروماجي: Shijuu Kabe no Heya)
- التابوت (باليابانية: 棺桶، بالروماجي: Kanoke)
- الإشاعات (باليابانية: 噂، بالروماجي: Uwasa)
- عارضة أزيا (باليابانية: ファッションモデル، بالروماجي: Fashion Model)

تدور أحداث القصة عن كاتب السيناريو اسمه إيواساكي، الذي يبحث عن ممثلة من أجل التمثيل في فيلم، يتصفح مجلة أزياء ويصادف عارضة أزياء بشعة غريب، بمرور الوقت تتلاشى هذه الصورة المخيفة. ولكن عندما يقرر طاقم فتح دعوات اختيار ممثلين لمشروعهم التالي، تأتي عارضة أزياء بشعة نفسها.

## وصلات خارجية
- يوميات سويتشي الملعونة على موقع myanimelist